# John Cummings (músico)
John Cummings es un músico y productor discográfico escocés, más conocido por ser miembro del grupo de Glasgowski Mogwai, que toca principalmente la guitarra, así como programación, teclados y voz.

## Carrera

### Mogwai
Después de formar y tocar unos cuantos conciertos en 1995 como un trío, alistó a John Cummings en la guitarra. Aunque en su mayoría contribuyó con la guitarra a la banda, Cummings también ha cantado en la canción "Boring Machines Disturbs Sleep", de 2003, Happy Songs for Happy People. Dejó Mogwai en noviembre de 2015 para dedicarse a una carrera en solitario.

### The Reindeer Section
Cummings fue brevemente miembro del supergrupo de rock indie, The Reindeer Section, contribuyendo con la guitarra en el primer álbum.

### Otros
Cummings produjo los álbumes de Part Chimp Chart Pimp y I Am Come, el EP de Errors How Clean is your Acid House?, el álbum de The Magnificents Year of Explorers, el EP de Trout Norma Jean y Street Horrrsing, de Fuck Buttons.
También contribuyó con la guitarra en el álbum 2004 de The Zephyrs, A Year to the Day y Setting Sun de su álbum de 2001 When The Sky Comes Down It Comes Down On Your Head.
En 2015 Cummings compuso la partitura del documental S Is for Stanley.

## Equipo
A lo largo de su estancia en Mogwai, Cummings ha utilizado principalmente varios modelos de la Fender Telecaster Custom y la Gibson SG, utilizando a menudo afinaciones irregulares.

### Pedales de efectos
- Boss OS-2 Overdrive/Distortion (2)
- Boss ODB-3 Bass Overdrive
- Boss TR-2 Tremolo
- Boss TU-2 Chromatic Tuner
- Electro-Harmonix HOG (2)
- Electro-Harmonix Holy Stain
- Electro-Harmonix Stereo Memory Man With Hazarai
- Jim Dunlop Uni-Vibe
- MXR Carbon Copy Delay
- MXR Kerry King 10 Band EQ (2)
- T-Rex Dr Swamp Distortion/Overdrive